# Бубања
Бубања је српско-хрватско презиме, настало од речи бубањ. Може се односити на следеће особе:
- Владимир Бубања (1989), фудбалер
- Давор Бубања (1987), фудбалер
- Марко Бубања (1996), џудиста